# Grand prix de l'héroïne Madame Figaro
Le grand prix de l'héroïne Madame Figaro, est un prix littéraire français qui célèbre les nouvelles héroïnes de la littérature française et étrangère.
Trois ouvrages mettant en scène des héros féminins sont couronnés chaque année : un roman français, un roman étranger et une biographie.

## Historique
Il est créé en 2004 par Anne-Florence Schmitt, alors directrice de la rédaction de Marie France, comme Grand Prix littéraire de Marie France, puis à partir de 2006 sous son nom actuel, lorsqu'elle est nommée directrice de la rédaction du supplément Madame Figaro,.
Analysant les ventes de livres primés de 2008 à 2011, Jean-Marc Proust dans Slate remarque qu'il a très peu d'impact sur les ventes du livre primé « de manière récurrente », à l’inverse par exemple du Grand prix des lectrices de Elle.

## Jury
Les lauréats sont choisis parmi plusieurs livres en compétition, sélectionnés par des journalistes[Comment ?] des rédactions du Figaro et de Madame Figaro comme Éric Neuhoff et Bernard Babkine.  
Présidé par Patrick Poivre d'Arvor et depuis l'édition 2021 par Colombe Schneck, le jury est composé de personnalités, de journalistes de Madame Figaro et de lecteurs du magazine.  

## Liste des lauréats

### Catégorie Roman français
- 2024 : Marie Darrieussecq, Fabriquer une femme (P.O.L)[8]
- 2023 : Monica Sabolo, La Vie clandestine (Gallimard)[9]
- 2022 : Agnès Desarthe, L’éternel fiancé (Points)[10]
- 2021 : Dalie Farah, Le Doigt (Grasset)[11]
- 2020 : Leïla Slimani, Le pays des autres (Gallimard)[12]
- 2019 : Gabriella Zalapi, Antonia (Zoé)
- 2018 : Isabelle Carré, Les rêveurs (Grasset)
- 2017 : Alexia Stresi, Looping (Stock)
- 2016 : Alexandra Lapierre, Moura (Flammarion)
- 2015 : Valérie Toranian, L'étrangère (Flammarion)
- 2014 : Lola Lafon, La Petite Communiste qui ne souriait jamais (Actes Sud)
- 2013 : Marie NDiaye, Ladivine (Gallimard)
- 2012 : Delphine de Vigan, Rien ne s'oppose à la nuit (Jean-Claude Lattès)
- 2011 : Marie Desplechin & Aya Cissoko, Danbé (Calmann-Lévy)
- 2010 : Hédi Kaddour, Savoir-vivre (Gallimard)
- 2009 : Colombe Schneck, Val de Grâce (Stock)
- 2008 : Marine Bramly, Festin de miettes (Jean-Claude Lattès)
- 2007 : Anne Wiazemsky, Jeune fille (Gallimard)
- 2006 : Marie Billetdoux, Un peu de désir sinon je meurs (Albin Michel)

### Catégorie Biographie - Récit
- 2024 : Beata Umubyeyi Mairesse, Le convoi (Flammarion)[8]
- 2023 : Justine Augier, Croire, sur les pouvoirs de la littérature (Actes Sud)[9]
- 2022 : Natasha Trethewey, Memorial Drive (Éditions de l'Olivier)[10]
- 2021 : Iliana Holguín Teodorescu, Aller avec la chance (Verticales)[11]
- 2020 : David Teboul, Simone Veil, L'aube à Birkenau (Les Arènes)[12]
- 2019 : Dominique de Saint Pern, Edmonde (Stock)
- 2018 : Anne et Claire Berest, Gabriële (Stock)
- 2017 : Chimamanda Ngozi Adichie, Chère Ijeawele (Gallimard)
- 2016 : Patti Smith, M Train (Gallimard)
- 2015 : Alysia Abbott, Fairyland (Éditions Globe)
- 2014 : Henri Gougaud, Le roman de Louise (Albin Michel)
- 2013 : Madeleine Malraux, Avec une légère intimité (BakerStreet/Larousse)
- 2012 : Catel & Bocquet, Olympe de Gouges (Casterman)
- 2011 : Nadine Satiat, Gertrude Stein (Flammarion)
- 2010 : Violaine Binet, Diane Arbus (Grasset)
- 2009 : Jacqueline Mesnil-Amar, Ceux qui ne dormaient pas (Stock)
- 2008 : Marie-Dominique Lelièvre, Sagan à toute allure (Denoël)
- 2007 : Dominique Bona, Camille et Paul, la passion Claudel (Grasset)
- 2006 : Angie David, Dominique Aury (Léo Scheer).

### Catégorie Roman étranger
- 2024 : Patrícia Melo, Celles qu'on tue (Buchet Chastel)[8]
- 2023 : Ananda Devi, Sylvia P. (Bruno Doucey)[9]
- 2022 : Joyce Maynard, Où vivaient les gens heureux (Éditions Philippe Rey)[10]
- 2021 : Camila Sosa Villada, Les Vilaines (Métailié)[11]
- 2020 : Karina Sainz Borgo, La fille de l'Espagnole (Gallimard)[12]
- 2019 : C.E Morgan, Le sport des rois (Gallimard)
- 2018 : Gabriel Tallent, My Absolute Darling (Gallmeister)
- 2017 : Lauren Groff, Les Furies (Éditions de L’Olivier)
- 2016 : Alessandro Baricco, La jeune épouse (Gallimard)
- 2015 : Angelika Klüssendorf, La fille sans nom (Presses de la cité)
- 2014 : Marjorie Celona, Y (Gallimard)
- 2013 : Jeffrey Eugenides, Le roman du mariage (Editions de l'Olivier)
- 2012 : David Grossman, Une femme fuyant l'annonce (Seuil)
- 2011 : Joyce Carol Oates, Petite sœur, mon amour (Philippe Rey)
- 2010 : Caterina Bonvicini, L'Équilibre des requins (Gallimard).

### Catégorie BD - Roman graphique
- 2024 : Beatriz Lema, Des maux à dire (Sarbacane)[8]
- 2023 : Lucie Mikaélian, Jeanne Boëzec et Lisa Chetteau, Mes quatorze ans (Gallimard BD)[9]
- 2022 : Elizabeth Colomba & Aurélie Lévy, Queenie, la marraine de Harlem (Éditions Anne Carrière)[10].